# دیانا دوارته
دیانا دوارته (پرتغالی: Diana Duarte؛ زادهٔ ۲۲ فوریهٔ ۱۹۹۹) بازیکن والیبال زن اهل برزیل است.